# 藝術酒店

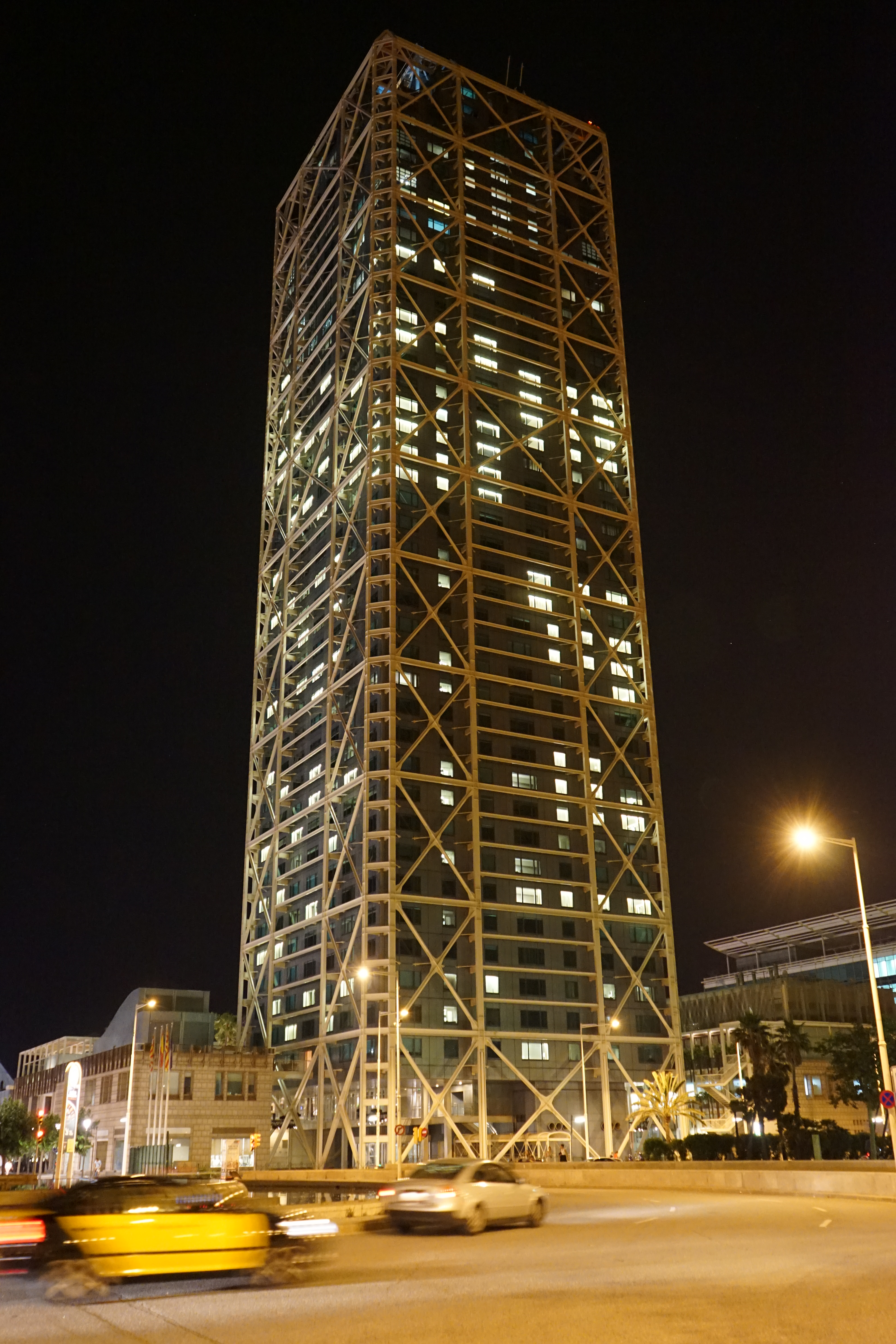
藝術酒店

藝術酒店（Hotel Arts）是位於西班牙城市巴塞羅納的一座濱海高檔酒店，共有44層和483個房間。該酒店最初的興建目的是服務1992年奧運會，由麗思卡爾頓酒店管理集團運營。建築在1994年竣工，是一座高科技建築的典型範例。酒店高154米。

## 外部連結
- Hotel Arts Website（页面存档备份，存于）
- Hotel Arts at Factoría Urbana: Photos and technical information about the building（页面存档备份，存于）